# Antonio Olave Palomino
Antonio Olave Palomino (Pisac, 30 de agosto de 1928 - Cusco, 26 de julio de 2016) fue uno de los más destacados artesanos peruanos del siglo XX y comienzos del siglo XXI, reconocido con su arte de pan de oro en la confección de niños para los nacimientos navideños.

## Biografía
Antonio Olave nació el 30 de agosto de 1928, en Pisaq, en el Valle Sagrado de los Incas, en plena cordillera de los Andes peruanos. Hijo de Fortunato Olave Vásquez y Jacoba Palomino, es sobrino de don Fabián Palomino, también famoso imaginero.
Antonio Olave, fue uno de los imagineros tradicionales más importantes del Perú del siglo XX. Como muchas familias de artistas que trabajan alrededor de un tronco paterno, en el caso de Olave, trabajan junto a él su esposa Avelina Rupa y sus hijos Francisco, Lidia, Washington Santiago, Vito Moisés y María Josefina, en el barrio San Blas, Cusco. Sus nietos son: Marco Antonio, Dina Marleni, Susy Yeshika, Edison David, Vladimir Francisco; Gustavo, Dante, Julieta; Robert Washington, Liz Mercedes, José Antonio, Rosa Alexandra; Pamela y María Mikali.
Sus motivos de inspiración fueron, con frecuencia, religiosos, ha alcanzado fama internacional por sus niños Manuelitos, desde el más tradicional hasta “el Dormidito”, “el Sentadito” y “el de la Espina”. La dulzura de los rostros de estas imágenes, la maestría con la que está pintada la rosácea piel y detalles como el paladar de espejo, los dientes de plumas de aves, los ojos de cristal y los cabellos naturales se han vuelto el modelo que otros artesanos se esfuerzan en alcanzar. No reprodujo los modelos coloniales sino que, en estilo de estos, los recrea con un sabor muy suyo, original y auténtico.
Antonio Olave era conocido como el "Padre del Niño de la Espina", una imagen del Niño Jesús que adorna todos los nacimientos navideños que se arman en las casas de la Ciudad Imperial.
El Niño de la Espina es su obra más representativa. Tiene ojos de cristal, paladar de espejo, cabellos naturales, dientes de pluma de cóndor y la lágrima de vidrio acabado con precisión de cirujano. Se arma con madera maguey y requiere la destreza de un artista como Antonio Olave. En poder de sus hijos queda el Niño de la Espina que fue bendecido por el Papa Juan Pablo II en febrero de1985. Ese año, en la explanada de Sacsayhuaman, el sumo pontífice también bendijo la imagen de la Virgen del Carmen.
Su obra está representada en el Museo de Arte Contemporáneo de Cusco.

## Premios y reconocimientos para el Chema
- Gran Maestro de la Artesanía Peruana
- Tesoro Humano Viviente de la Nación
- En el año 2002, el Instituto Nacional de Cultura del Perú lo declaró Patrimonio Cultural Vivo de la Nación.
- El Ministerio de Comercio Exterior y Turismo (Mincetur), lo reconoció como Gran Maestro de la Artesanía Peruana.
- El Congreso de la República le otorgó la Medalla al Mérito Juan Pablo Vizcardo y Guzmán.
- Es  también Premio Nacional Amautas de la Artesanía Peruana 2012.